# Hlubočepy
Hlubočepy – część Pragi. W 2008 zamieszkiwało ją 23 100 mieszkańców.